# 山西阳光发电有限责任公司
山西阳光发电有限责任公司位于阳泉市平定县境内。公司的前身是阳泉第二发电厂，是中华人民共和国八五计划期间重点建设项目。

## 历史沿革
1983年，阳泉第二发电厂前期工作组成立。
1990年10月能源部电力规划院主持审查《阳泉二电厂工程可行性研究报告》，以“(90)电规发字第90号”文颁发了《山西阳泉第二发电厂可行性研究报告审查会议纪要》。1991年3月6日，国家计委以计工——[1991]237号文批复《项目建议书》，1992年12月10日，国家计委以计能源[1992]2436号文批复《可行性研究报告》；同月，国家能源投资公司和山西省计划委员会联合签署阳泉二电厂建设协议书，各自投资50％合资建设。1993年3月31日，能源部以能源电规[1993]330号文批复《初步设计》，1993年11月1日，国家计委以计投资[1993]2019号文批复阳二电厂开工报告。
1993年12月25日工程正式开工。其中，1号机组于1996年12月投产。
1999年7月，山西国际电力集团有限公司（原山西省地方电力公司）和山西省电力公司按照9：1的出资比例，在原阳泉二电厂的基础上，组建了山西阳光发电有限责任公司，成为山西国际电力集团有限公司控股的首座装机百万千瓦以上的大型火力发电企业。
2003年1月，山西通宝能源股份有限公司受让山西国际电力集团公司所持阳光发电公司90%的全部股权，成为阳光发电公司的控股股东；2007年6月，山西通宝能源股份有限公司正式收购山西省电力公司10%的股权，山西阳光发电有限责任公司成为山西通宝能源股份有限公司的全资子公司。